# 消化不良
消化不良（しょうかふりょう、英: indigestion、英: dyspepsia）または、胃もたれ（英: upset stomach）は、上腹部の不快感、胸やけ、逆流などを生じた状態である。また、腹部膨満感、吐き気、げっぷ、食事中の予想より早い満腹感などの症状もあげられる。これらの症状は長期間続いたり再発したりすることが多い。 消化不良は生活の質を下げることがある。
原因には、胃食道逆流症（GERD）、胃炎、消化性潰瘍、食道けいれん、胃排泄遅延、乳糖不耐症、冠動脈疾患、がん、などがあげられる。非ステロイド性抗炎症薬、ビスホスホネート、副腎皮質ホルモンなどいくつかの医薬品が原因となる場合もある。機能性消化不良は、症状はあるが基礎疾患の証拠がない場合に診断されることがある。
60歳以上の人、または嚥下障害、体重減少、赤血球が少ないなどの懸念される症状がある人には、内視鏡（柔軟なチューブに取り付けられたカメラを喉から胃まで挿入する手順）による検査が勧められる。60歳未満の人には、ヘリコバクター・ピロリ細菌の検査をし、陽性の場合には治療が勧められる。アジア圏では、35歳以上の人に内視鏡検査が推奨される。
効果的な対策には、喫煙、飲酒、コーヒー、チョコレート、高脂肪食品、肥満などを避けることがあげられる。就寝前の食事を控えることや寝る時に頭を高くすることなども効果的な場合がある。制酸薬が効果的であることが多いが、粘性のあるリドカインの添加が効果的かは不明である。プロトンポンプ阻害薬が使用されることが多く、これにヒスタミンH2受容体拮抗薬が加えられる場合がある。
消化不良は一般的にみられる症状であり、20％の人が生涯のある時点で罹患する。西洋諸国では機能性消化不良のケースが大部分の症例数をしめており、15％の人が罹患している。消化不良は、平均余命の短縮とは関連しない。消化不良を意味する「dyspepsia」は、ギリシャ語で「悪い」を意味する「dys」と「消化」を意味する「pepse」からきている。消化不良の症状は18世紀には説明されている。